# 계산중학교
계산중학교(桂山中學校)는 대한민국 인천광역시 계양구 계산동에 있는 공립 중학교이다.

## 학교 연혁
- 1991년 1월 31일 : 계산중학교 42학급 설립인가
- 1991년 3월 1일 : 초대 최종만 교장 취임
- 1991년 3월 9일 : 계산중학교 남녀공학으로 개교(12학급 입학)
- 1994년 2월 16일 : 제1회 졸업(남 309명, 여 306명 계 615명)
- 1996년 3월 2일 : 남자중학교로 변경 13학급 입학
- 2014년 2월 13일 : 제21회 졸업(323명, 누계 12,623명)
- 2023년 3월 1일 : 제12대 정창재 교장 취임
- 2024년 2월 8일 : 졸업생(185명)
- 2024년 3월 4일 : 신입생(131명)

## 참고 자료
- 계산중학교 - 한국교육학술정보원 학교알리미